# 刘肖芜
刘肖芜（1913年8月19日—2004年），又名刘萧无，男，北京人，中国剧作家，曾任中国文学艺术界联合会全国委员会委员，中共新疆维吾尔自治区委宣传部副部长，新疆维吾尔自治区文学艺术界联合会主席。